# Vidre volcànic

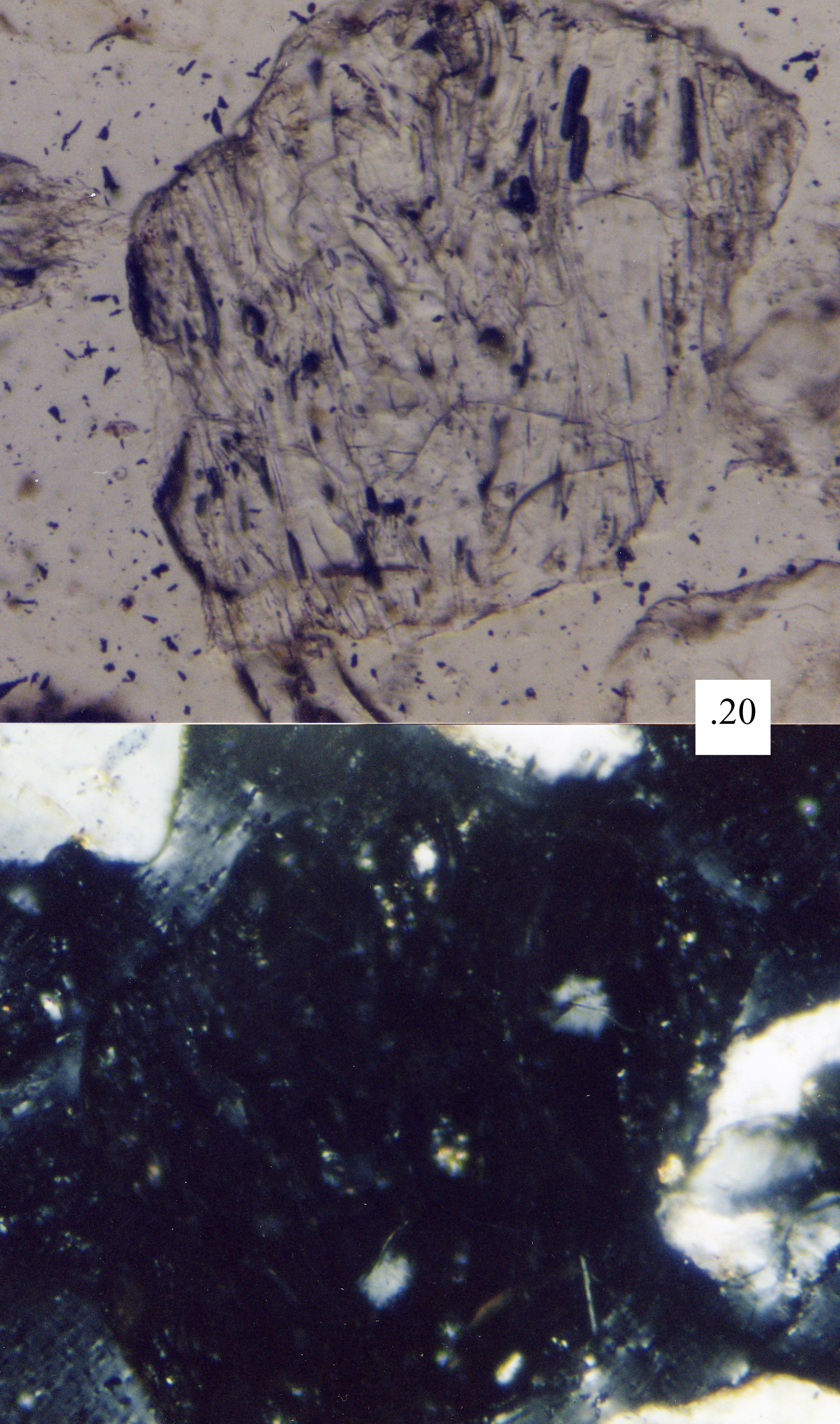
Un gra de sorra de vidre volcànic sota el microscopi petrogràfic

Un vidre volcànic és el producte del refredament ràpid del magma i és amorf i sense cristal·litzar. Com tots els tipus de vidre, el seu estat és intermedi entre el molt ordenat del cristall i el desordre del gas. Vidre volcànic pot fer referència al material intersticial de matriu en una roca volcànica de gra fi (afanítica) o referir-se a qualsevol tipus de roques ígnies. De forma comuna es refereix a l'obsidiana, que és un vidre riolític amb alt contingut de sílice.
Altres tipus de vidre volcànic inclouen:
- Pedra tosca, es considera que és un vidre per no tenir estructura de cristall.
- Apache tears, un tipus d'obsidiana nodular.
- Taquilita un vidre basàltic.
- Palagonita, un vidre basàltic.
- Hialoclastita, compost de sideromelana i palagonita.
- Cabell de Pele, fibres de vidre volcànic.
- Llàgrimes de Pele, gotes com llàgrimes que com l'anterior rep el nom de la deessa Pele.
- Limu o Pele làmines o flocs.